# Torgny Larsson (konstnär)
Lennart Torgny Larsson, född den 25 september 1957 i Finspång, är en svensk skulptör.
Torgny Larsson har utbildat sig i skulptur på Konstfackskolan 1976–1977 och Kungliga Konsthögskolan i Stockholm 1977–1983. Han arbetar ofta med neon och andra belysningseffekter i sina offentliga skulpturer.

## Offentliga verk i urval
- Växande (1990–1992), glaslaminat och kopparplåt, baserad på fotografier av Christer Carlsson, Svedmyra tunnelbanestation i Stockholm
- skulptur (1991), brons, plattformen på Svedmyra tunnelbanestation i Stockholm
- Grön tystnad (1991–1993), fontän, koppar, Sky City på Arlanda flygplats
- Energitemplet (1992), "Blå bågen", rostfritt stål och neonrör, i Öjebyn i Piteå
- Solporten (1993-94), cortenstål, Arkiv- och Kulturhuset i Ramsele
- Koncentrator för sol och regn (1998), rostfritt stål, Konst på Hög i Kvarntorp
- Dinos (1998), brons, Preveza i Grekland
- Himmelsbåt, Celestial vessel (1999–2000), stål med neonrör, Filtparken i Halmstad
- Hommage à Fontana (2001–2002), blåa och vita neonrör, Centrum för Flexibelt Lärande, Söderhamn
- Födelsen av en ny tid (2009), brons, gården till Stockholms Kooperativa Bostadsförenings fastighet i kvarteret Kappseglingen i Hammarby sjöstad, Stockholm
- Stenblomma (2009), koppar, Alvesta
- Mosaikvägg (2012), rötter och annat naturmaterial, Svedmyra tunnelbanestation i Stockholm
- Två myror (2014), brons, Stockholm

## Bilder

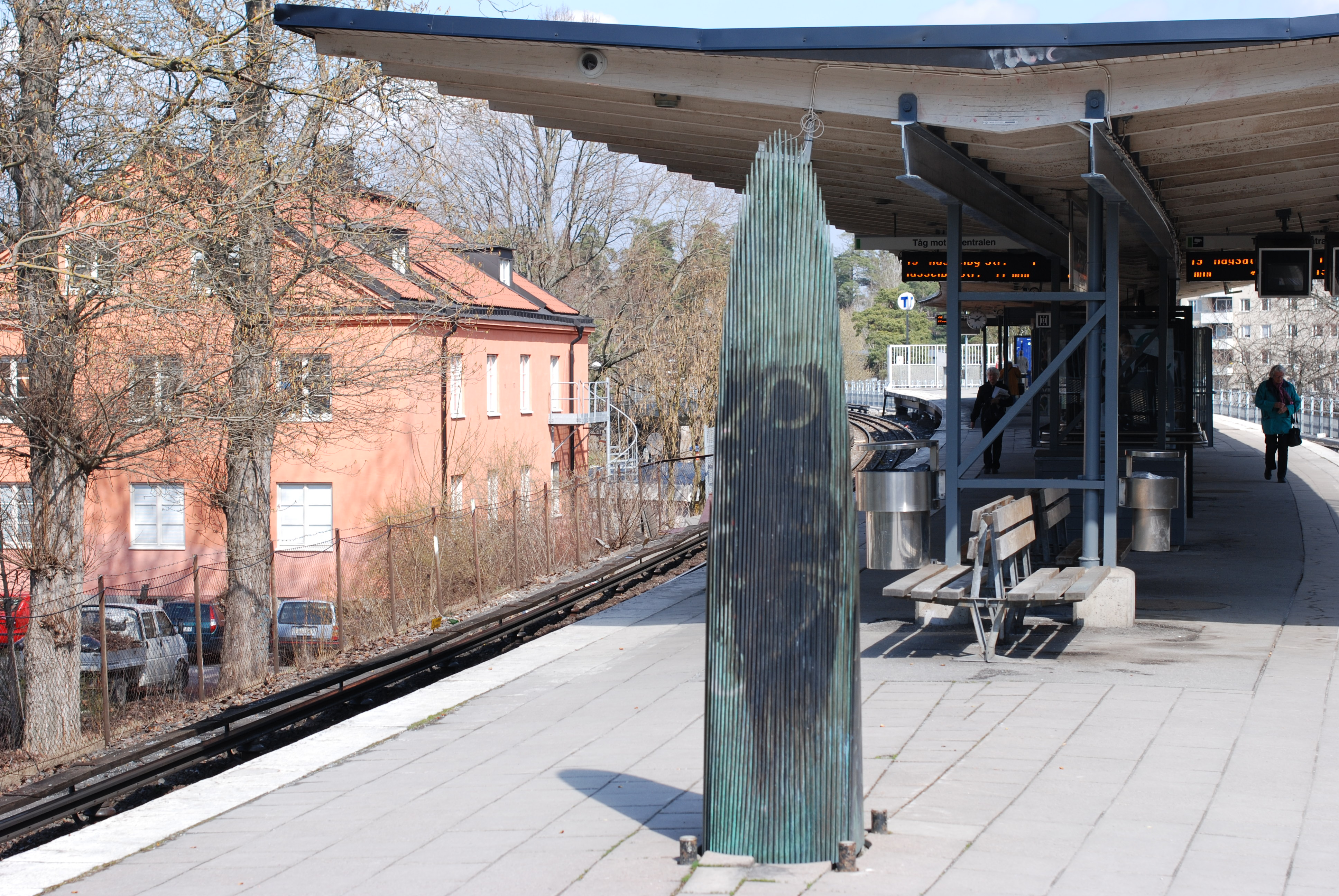
Bronsskulptur från 1991 på Svedmyra tunnelbanestation i Stockholm
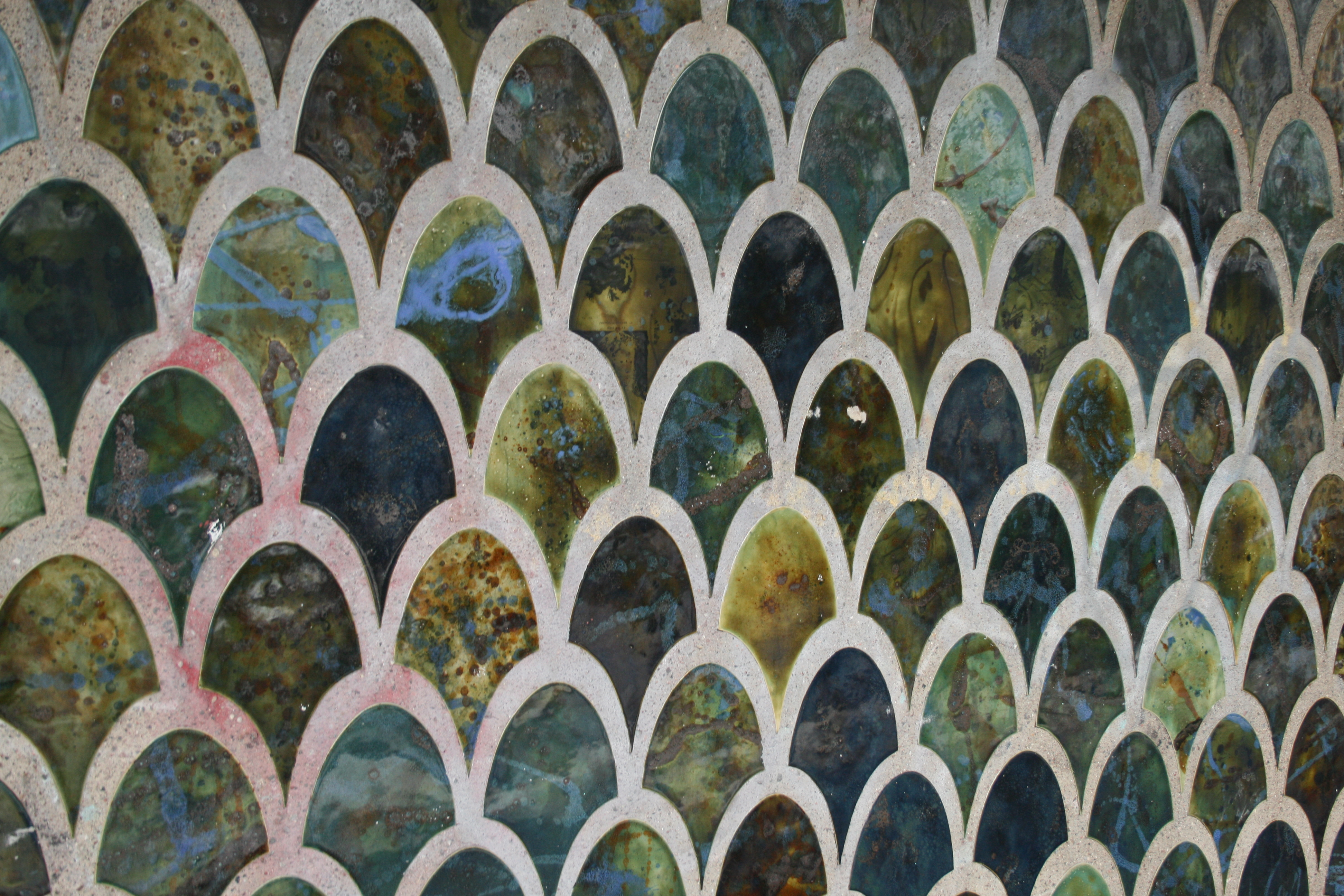
Mosaikvägg vid Svedmyra tunnelbanestation
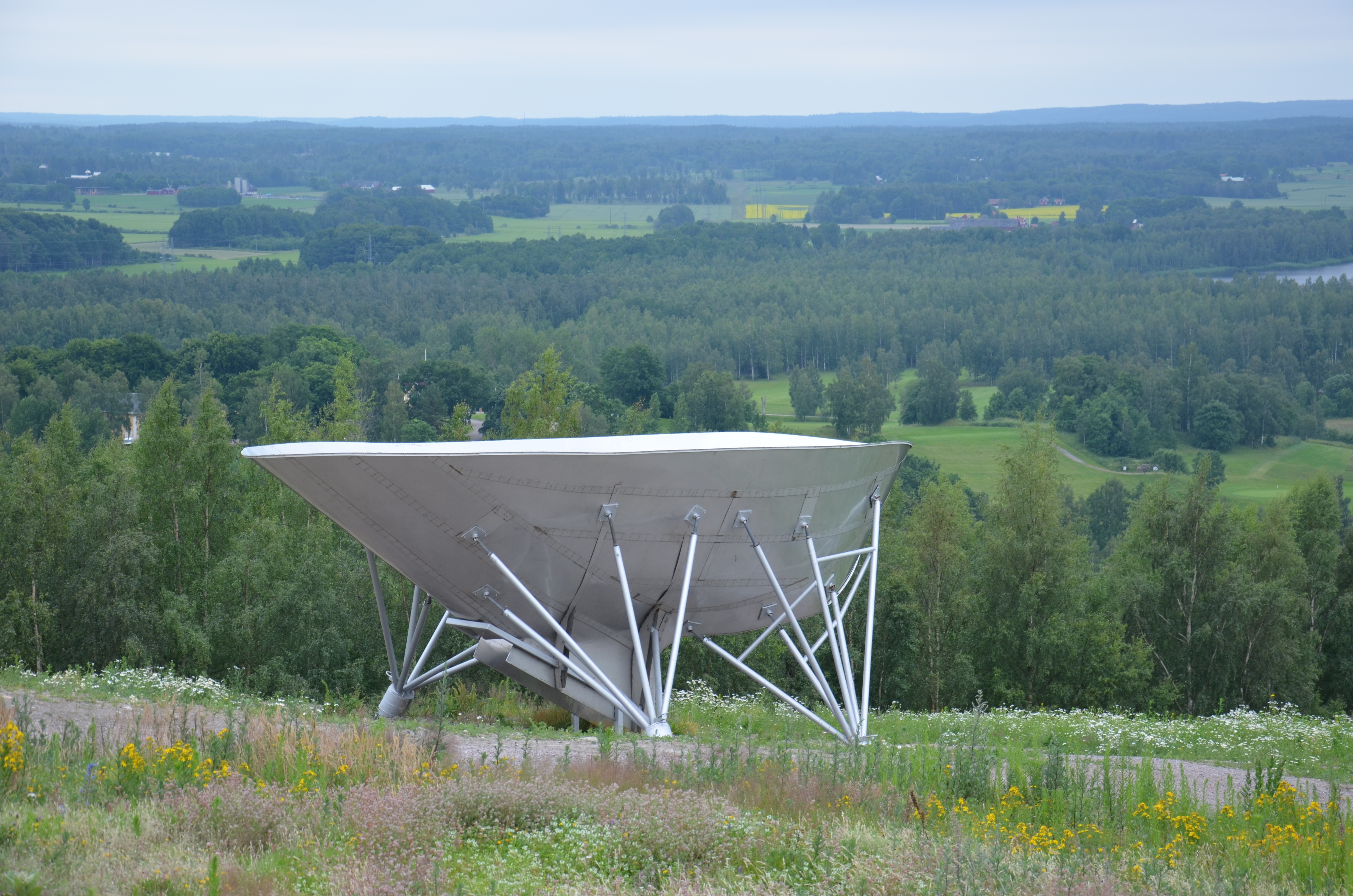
Koncentrator, Konst på Hög
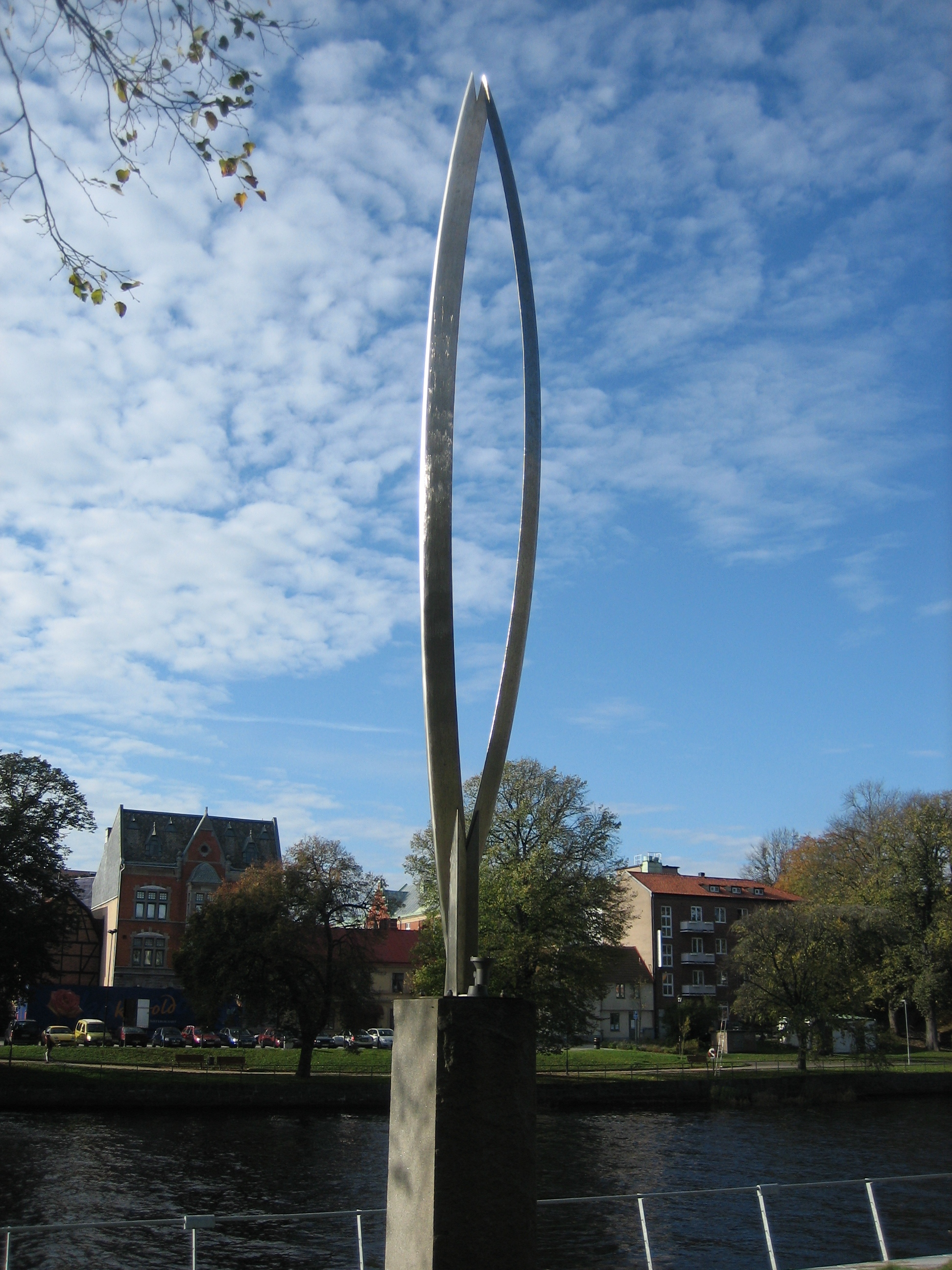
Himmelsbåt (1999–2000) i Filtparken i Halmstad